# 高校毕业生自主创业证
高校毕业生自主创业证是中華人民共和國政府頒發的稅收優惠證，发放对象是含毕业年度内在校期间创业的高校毕业生。其中高校毕业生是指实施高等学历教育的普通高等学校、成人高等学校毕业的学生。

## 優惠
为扩大就业、鼓励以创业带动就业，经国务院同意，中央有关部门下发了《关于支持和促进就业有关税收政策的通知》和《关于支持和促进就业有关税收政策具体实施问题的公告》。透過頒發此證對學生創業提供優惠，但是下列行業除外：建筑业、娱乐业、销售不动产、转让土地使用权、广告业、房屋中介、桑拿、按摩、网吧、氧吧、其它追加行業。

### 在校創業
毕业年度内高校毕业生在校期间创业的，可持高校毕业生自主创业证向创业地县以上人力资源和社会保障部门提出认定申请，由创业地人力资源和社会保障部门核发《就业失业登记证》，一并作为当年及后续年度享受创业税收扶持政策的管理凭证。

### 離校創業
毕业年度内高校毕业生离校后创业的，可凭毕业证书直接向创业地县以上人力资源社会保障部门提出认定申请。县以上人力资源社会保障部门在对有关情况审核认定后，对符合条件毕业生的《就业失业登记证》上注明“自主创业税收政策”，然後收回本證。

### 減稅額
对持《就业失业登记证》（注明“自主创业税收政策”或附着《高校毕业生自主创业证》）毕业生从事个体经营的，在3年内按每户每年人民幣8000元为限额，依次扣减其当年实际应缴纳的营业税、城市维护建设税、教育费附加和个人所得税。